# Взгорье (Самарская область)
Взгорье — поселок в Сызранском районе Самарской области. Входит в состав сельского поселения Новозаборовский.

## История
В 1973 г. Указом Президиума ВС РСФСР поселок подсобного хозяйства «Ставропольнефть» переименован в Взгорье.

## Население
| 2010 |
| ---- |
| 195  |